# Phoxichilidium tuberungum
Phoxichilidium tuberungum är en havsspindelart som beskrevs av Turpaeva 2006. Phoxichilidium tuberungum ingår i släktet Phoxichilidium och familjen Phoxichilidiidae. Inga underarter finns listade i Catalogue of Life.